# Liegi-Bastogne-Liegi 2012
La Liegi-Bastogne-Liegi 2012, novantottesima edizione della corsa, valevole come tredicesima prova dell'UCI World Tour 2012, si svolse il 22 aprile 2012 per un percorso di 257,5 km. Fu vinta dal kazako Maksim Iglinskij, che concluse la corsa in 6h43'52".

## Percorso

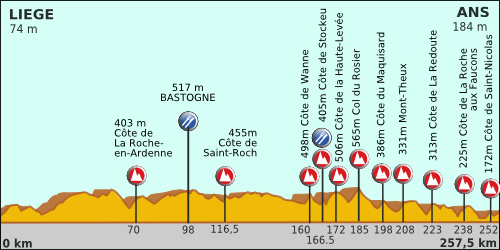
Il profilo altimetrico della Liegi-Bastogne-Liegi 2012

Il percorso dell'edizione 2012 prevede undici côtes:
| Km    | Nome                                | Lunghezza | Pendenza media |
| ----- | ----------------------------------- | --------- | -------------- |
| 70    | Côte de la Roche-en-Ardenne         | 2,8       | 6,2%           |
| 116,5 | Côte de Saint Roch                  | 1         | 11%            |
| 160   | Côte de Wanne                       | 2,7       | 7,3%           |
| 166,5 | Côte de Stockeu (Stele Eddy Merckx) | 1         | 12,2%          |
| 172   | Côte de la Haute-Levée              | 3,6       | 5,7%           |
| 185   | Col du Rosier                       | 4,4       | 5,9%           |
| 198   | Col du Maquisard                    | 2,5       | 5%             |
| 208   | Mont-Theux                          | 2,7       | 5,9%           |
| 223   | Côte de La Redoute                  | 2,0       | 8,8%           |
| 238   | Côte de la Roche-aux-faucons        | 1,5       | 9,3%           |
| 252   | Côte de Saint-Nicolas               | 1,2       | 8,6%           |

## Squadre e corridori partecipanti
Partecipano alla competizione 25 squadre: oltre alle 18 formazioni ProTour, gli organizzatori hanno invitato sette team con licenza Professional Continental.
| N.      | Cod. | Squadra                |
| ------- | ---- | ---------------------- |
| 1-8     | BMC  | BMC Racing Team        |
| 11-18   | RNT  | RadioShack-Nissan      |
| 21-28   | AST  | Astana Pro Team        |
| 31-38   | OPQ  | Omega Pharma-Quickstep |
| 41-48   | KAT  | Katusha Team           |
| 51-58   | LIQ  | Liquigas-Cannondale    |
| 61-68   | SKY  | Sky Procycling         |
| 71-78   | GEC  | GreenEDGE Cycling Team |
| 81-88   | EUS  | Euskaltel-Euskadi      |
| 91-98   | MOV  | Movistar Team          |
| 101-108 | VCD  | Vacansoleil-DCM        |
| 111-118 | SAU  | Saur-Sojasun           |
| 121-128 | RAB  | Rabobank Cycling Team  |

| N.      | Cod. | Squadra                       |
| ------- | ---- | ----------------------------- |
| 131-138 | EUC  | Team Europcar                 |
| 141-148 | LAM  | Lampre-ISD                    |
| 151-158 | TSV  | Topsport Vlaanderen           |
| 161-168 | ALM  | AG2R La Mondiale              |
| 171-178 | ARG  | Argos-Shimano                 |
| 181-188 | GRM  | Team Garmin-Barracuda         |
| 191-198 | LAN  | Landbouwkrediet-Euphony       |
| 201-208 | FDJ  | FDJ-BigMat                    |
| 211-220 | LBT  | Lotto-Belisol Team            |
| 221-228 | ACC  | Accent.jobs-Willems Veranda's |
| 231-238 | SAX  | Team Saxo Bank                |
| 241-248 | TT1  | Team Type 1-Sanofi            |

## Ordine d'arrivo (Top 10)
| Pos. | Corridore         | Squadra       | Tempo    |
| ---- | ----------------- | ------------- | -------- |
| 1    | Maksim Iglinskij  | Astana        | 6h43'52" |
| 2    | Vincenzo Nibali   | Liquigas      | a 21"    |
| 3    | Enrico Gasparotto | Astana        | a 36"    |
| 4    | Thomas Voeckler   | Europcar      | s.t.     |
| 5    | Daniel Martin     | Garmin        | s.t.     |
| 6    | Bauke Mollema     | Rabobank      | s.t.     |
| 7    | Samuel Sánchez    | Euskaltel     | s.t.     |
| 8    | Michele Scarponi  | Lampre-ISD    | s.t.     |
| 9    | Ryder Hesjedal    | Garmin        | s.t.     |
| 10   | Jelle Vanendert   | Lotto-Belisol | s.t.     |